# Радован Крагуљ
Радован Крагуљ (Велико Паланчиште, 10. септембар 1935 — Париз, 28. јул 2022) био је српски сликар, професор и инострани члан Академије науке и умјетности Републике Српске.

## Биографија
Рођен је у мјесту Велико Паланчиште, Приједор у Републици Српској, Босни и Херцеговини. Студирао је на Ликовној академији у Београду од 1953. до 1960. године. Као стипендиста Британског савјета похађао је Централну школу за умјетност и вјештине у Лондону (1962–1963), а потом је предавао у школама у Великој Британији, Белгији и Француској. Почетком седамдесетих година први пут је посјетио Велс, гдје је убрзо купио малу кућу на имању у близини Билт Велса. Отад живи и ради на релацији Велс–Париз.
Имао је самосталне изложбе у Лондону у Институту за савремену умјетност (1965) и у Angela Flowers Gallery (1977). Излагао је у Белгији у Westrand Cultural Center – Dilbeek (1978), Fondation Veranneman – Kruishoutem (1978–1981) и Међународном културном центру у Антверпену (1980). Међу каснијим самосталним изложбама, најзначајније су оне у: Центру за савремену умјетност „Bemis” у Омахи, Небраска, САД (1988), Музеју модерне умјетности у Паризу (1989), Умјетничкој галерији у Сарајеву (1990), Музеју модерне умјетности у Остендеу у Белгији (1991), Умјетничком центру „Chapter” у Кардифу (1995), Музеју савремене уметности у Београду (1998), Галерији „Linear” у Дилбеку у Белгији (2011) и другим.
Бави се графиком, инсталацијама, објектима и амбијенталном умјетношћу. Од седамдесетих година истражује однос између животиња и људи и та тема доминира у бројним његовим радовима. Учествовао је на више од 200 групних изложби, као и на бијеналима у шеснаест земаља. Његови радови садржани су у збиркама: Британског музеја и Музеја Викторија & Алберт у Лондону, Музеја модерне умјетности у Њујорку, Умјетничке галерије у Манчестеру, Националног музеја и галерије у Кардифу, националних библиотека у Паризу, Бриселу и Абериствиту, Конгресне библиотеке у Вашингтону и Roland Penrose Collection у Уједињеном Краљевству.
За иностраног члана Академије наука и умјетности Републике Српске изабран је 4. децембра 2015. године.
Преминуо је 28. јула 2022. године у Паризу.